# Erasmus Schöfer

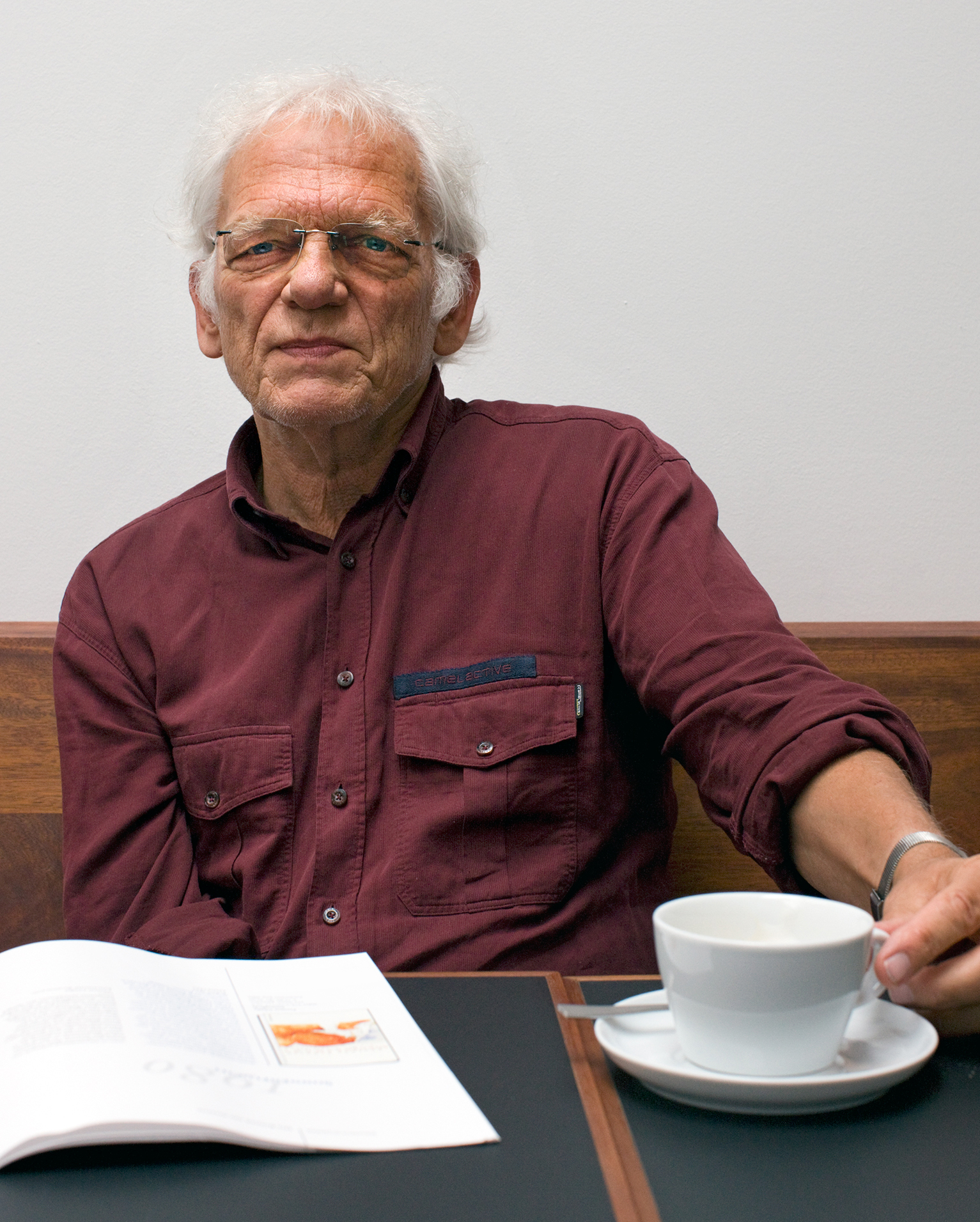
Erasmus Schöfer (2008)

Erasmus Schöfer (* 4. Juni 1931 in Altlandsberg; † 7. Juni 2022 in Köln) war ein deutscher Schriftsteller. Bundesweit bekannt wurde er von 1970 bis 1973 als Mitgründer und Sprecher des Werkkreises Literatur der Arbeitswelt. Als sein Hauptwerk gilt die zwischen 2001 und 2008 erschienene Romantetralogie Die Kinder des Sisyfos, in der Schöfer in Form eines Zeitromans die Geschichte der westdeutschen 68er-Bewegung erzählt und, aufgehängt an den Biographien der Romanfiguren, durch die politischen und sozialen Kämpfe der 1970er und 1980er Jahre hindurch weiterverfolgt.

## Leben
Erasmus Schöfer wurde als Sohn einer Lehrerin geboren. Von 1949 bis 1953 besuchte er in Berlin ein Realgymnasium, an dem er sein Abitur machte. Danach studierte er an den Universitäten in West-Berlin, Köln, Bonn und Freiburg im Breisgau Germanistik, Sprachwissenschaft und Philosophie, unterbrochen von einer dreijährigen Tätigkeit als Fabrikarbeiter in Berlin und Köln. 1960 promovierte er an der Universität Bonn über Die Sprache Heideggers zum Doktor der Philosophie. Nach einem kurzen Zwischenspiel im wissenschaftlichen Bereich war er ab 1962 als freier Schriftsteller tätig.

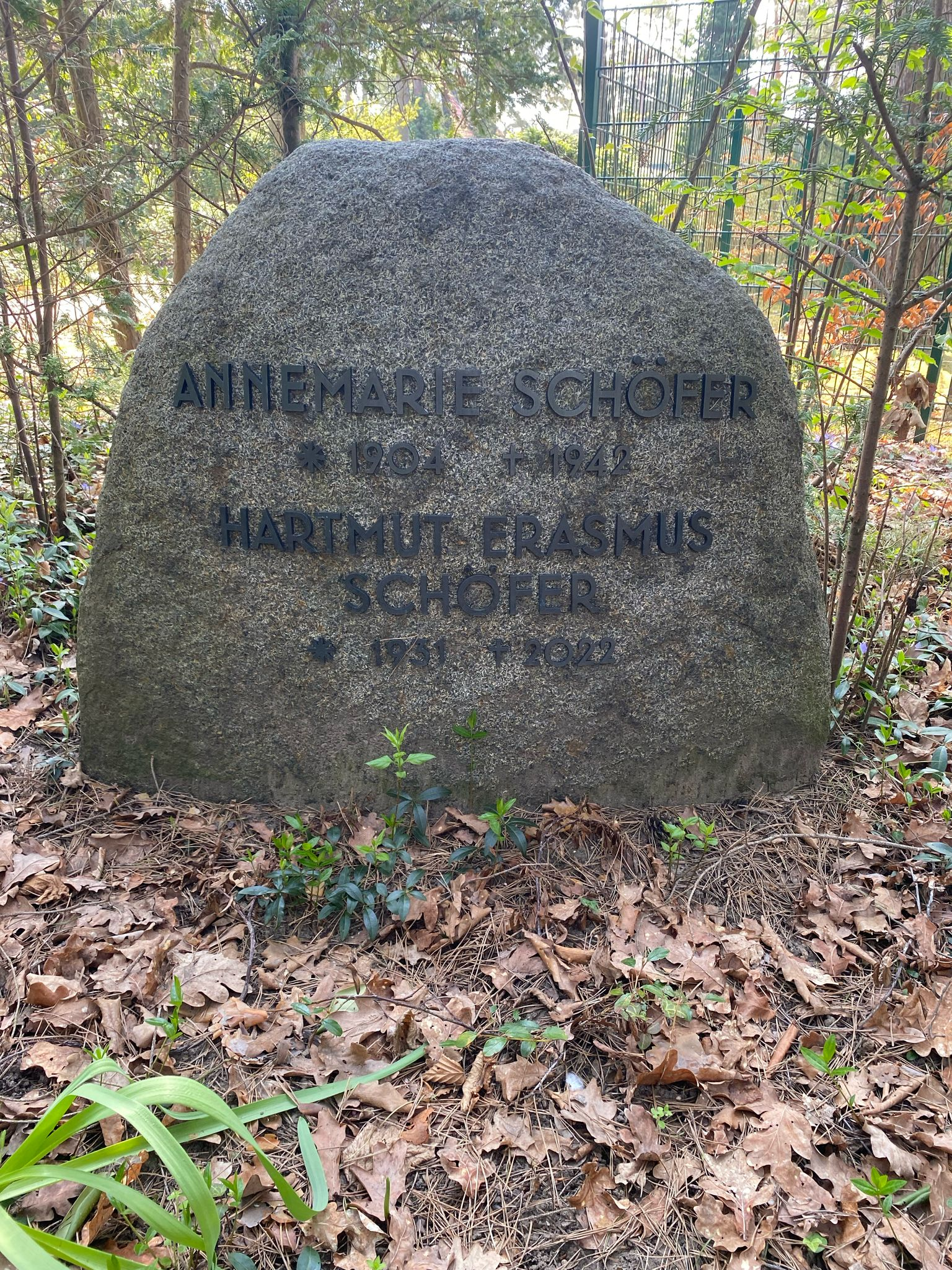
Grabstätte auf dem Waldfriedhof Kleinmachnow

1965 zog Schöfer nach München, wo er sich gegen die Notstandsgesetze und später in der Ostermarschbewegung engagierte. 1969 war er Mitbegründer des Werkkreises Literatur der Arbeitswelt, dessen Sprecher er bis 1973 war und für den er zahlreiche Veröffentlichungen betreute. 1970 zog er mit seiner Frau, der Schauspielerin Christiane Bruhn, nach Köln und gründete dort gemeinsam mit ihr und Heinrich Pachl das „Industrietheater Rhein-Ruhr Der wahre Anton“. Zugleich engagierte er sich bis 1989 in der Deutschen Kommunistischen Partei (DKP). Um 1980 lebte er auf den griechischen Inseln Patmos und Ithaka, danach wieder in Köln. Das Werk Schöfers umfasst neben Prosabänden auch zahlreiche Hörspiele, ferner Theaterstücke, Drehbücher und Gedichte.
Erasmus Schöfer war seit 1970 Mitglied des Verbandes Deutscher Schriftsteller (VS), zeitweise als Mitglied des Bundesvorstandes, und seit 1980 des PEN-Zentrums Deutschland. Im Mai 2009 gründete er gemeinsam mit anderen ehemaligen Bezirks-, Landes- und Bundesvorstandsmitgliedern des Schriftstellerverbandes die „Aktion unabhängiger Rhein-Ruhr-AutorInnen“ (AURA 09 e. V.) unter Vorsitz von Eva Weissweiler. Er erhielt 1964 den Kurt-Magnus-Preis der ARD, 1974, 1977 und 2001 ein Arbeitsstipendium des Landes Nordrhein-Westfalen sowie 1981 und 1992 ein Stipendium des Deutschen Literaturfonds. 2008 wurde ihm der Gustav-Regler-Preis der Stadt Merzig und des Saarländischen Rundfunks verliehen.
Schöfer war mit der Schauspielerin Christiane Bruhn verheiratet und hatte vier Kinder. Er verstarb kurz nach seinem 91. Geburtstag in Köln und wurde auf dem Waldfriedhof in Kleinmachnow beigesetzt.

## Werk
Erasmus Schöfer war, so der Literaturwissenschaftler Rüdiger Scholz, „ein engagierter Schriftsteller, der gesellschaftliches praktisches Engagement mit politisch-kritischer Literatur verbindet, einer littérature engagée, die Partei ergreift für die Arbeiter, für sozial Deklassierte, gegen Naturzerstörung und Atomkraftwerke, für eine Demokratisierung der deutschen Gesellschaft“. An anderer Stelle resümiert Scholz: „Obwohl promoviert, ist Erasmus Schöfer kein Akademikerschriftsteller, weder von der Herkunft, noch von dem eigenen Werdegang, noch von den Themen seiner Literatur her.“ Er hat mehrere Jahre in Berliner und Kölner Fabriken gearbeitet. Als Mitbegründer des Werkkreises Literatur der Arbeitswelt hat er dessen Geschichte mitgeprägt. Vier Bücher der Reihe hat er herausgegeben, zum Teil mit anderen: Ein Baukran stürzt um, 1970; Realistisch schreiben, 1972; Der rote Großvater erzählt, 1974; Die Kinder des roten Großvaters erzählen, 1976; Streikberichte, 1974; Betriebsräte berichten, 1977.
Seine Hörspiele der 1970er Jahre – Kollegin Zander greift ein, 1972; Machen wir heute, was morgen erst schön wird, 1974; Swedenborg oder die Formen der Wahrheit, 1980, – stellen Probleme von Betrieben aus der Sicht von Arbeitern dar, ebenso seine Filme: Bittere Pillen, 1975; Verfolgung, 1977. Auch mit Bühnenstücken wie Vielleicht bin ich schon morgen eine Leiche (1971) und Die Bürger von Weiler (1982) hat er politische Kämpfe der und in der Arbeiterschaft thematisiert. Schöfer war Mitinitiator des Industrietheaters „Der Wahre Anton“, für das er auch Stücke schrieb und aufführte.
Schöfers Literatur bewegt sich in der Tradition der sozialen Reportage und des sozialkritischen Theaters, Hörspiels und Films, aber in szenischen Erzählformen. David Salomon urteilt:

„Die große Stärke der Romane Schöfers ist, dass alle in ihnen erzählten politischen und privaten Ereignisse aus dem Lebensalltag der Figuren erwachsen. Die Gespräche, die die Figuren miteinander führen, sind alltägliche Dialoge, in denen sich private mit politischen Hoffnungen mischen, Enttäuschungen artikulieren oder die Sprache versagt.“

Dieser Stil wurde in den Erzählungen und Romanen seit den 1980er-Jahren weiterentwickelt. Mit der Darstellung der politischen Situation Griechenlands nach der Ära des Faschismus in Tod in Athen von 1986 wurde auch die erzählte Welt komplexer. Die politischen Ereignisse sind von privaten Beziehungsgeschichten aus erzählt und thematisieren das Verhältnis von privat und öffentlich in bürgerlichen und proletarischen Lebensgeschichten. Dieser Stil bestimmt auch das große Hauptwerk Schöfers, den Romanzyklus Die Kinder des Sisyfos.
2021 erschien anlässlich von Schöfers 90. Geburtstag unter dem Titel Sisyfos Lust. Lauter ewige Lieben ein Band mit Liebeslyrik Schöfers. Gisela Sonnenburg rezensierte ihn: „Pure Sinnlichkeit, liebendes Empfinden, auch konkrete Details aus dem Alltag sowie eine mal scheinbar einfache, mal opulent metaphorische Sprache ergänzen sich zu einer Ode ans Leben. Und an die Liebe, durchaus auch im Sinne von wilden Liebschaften.“
Sisyfos-Tetralogie
Der auf vier Bände angelegte Romanzyklus Die Kinder des Sisyfos über die deutsche und europäische Geschichte zwischen 1968 und 1989 vergegenwärtigt und bewahrt die Erinnerung an eine Linke, die zwar erhebliche Veränderungen in Gang setzte, ihr Ziel, eine humane sozialistische Gesellschaftsordnung, jedoch verfehlte.
Mit diesem Werk war Schöfer der erste Autor, der in einem umfassenden Erzählwerk neuere Geschichte in einer Fülle von historischen Details am Faden von persönlich-privaten Beziehungsgeschichten verdichtete. Aus der Perspektive des Studenten und späteren Geschichtslehrers Viktor Bliss, seiner Freundin Lena und des Betriebsrats Manfred Anklam wird der Beginn der Studentenrevolte 1968 mit deren Folgen aus der Perspektive von aktiv Beteiligten erzählt, mit einem Erzählstil, der alles daran setzt, Nähe zu erzeugen, bis hin zu Experimenten wie Paralleldruck gleichzeitig denkender Figuren. Die Fülle der Fakten und die Genauigkeit der Schilderung von Ereignissen machen das Werk zu einem herausragenden historischen Gegenwartsroman. Die Romane charakterisieren auch detailgenaue Darstellungen von Industriearbeit, im zweiten Band die Glasherstellung, im vierten die Stahlproduktion. Mit der Sisyfos-Tetralogie werden erstmals zweieinhalb Jahrzehnte neuester Geschichte in breiter Romanform erzählt.
Der erste Band, Ein Frühling irrer Hoffnung (2001), erzählt auf 500 Seiten bundesrepublikanische Geschichte Ende der 60er Jahre aus der Perspektive der demokratischen linken Bewegung. Er spielt überwiegend in München.
Der zweite Band, Zwielicht (2004), breitet auf 600 Seiten die Kämpfe der 1970er Jahre aus. Schöfer verstärkt die Mittel der Montage von Protokollen, Tagebucheinträgen, Referaten und weiteren Dokumenten, um eine erzählerische Authentizität der wirklichen Geschichte aus der Perspektive linker Demokraten zu erzeugen. Die Mittelpunktsfigur Armin Kolenda aus Düsseldorf wechselt vom Bergarbeiter zum Sozialhelfer, von da zum politischen Aktivisten bis hin zum Journalisten. Die Ereignisse sind nicht fiktiv, sondern historisch: der Kampf um den Erhalt der Glashütte Süßmuth im hessischen Immenhausen, um das Kaiserstühler Atomkraftwerk Wyhl, gegen die drohende Stilllegung des Mannesmann-Röhrenwerks Düsseldorf-Reisholz. Dass das alles nicht angelesen ist, sondern erfahren, zeigt Schöfers Beteiligung am Kampf gegen das Atomkraftwerk Wyhl, worüber er schon in einem Werkkreis-Band geschrieben hatte. Auch der Düsseldorfer Werkkreis, in dem Kolenda agiert, ist historisch: Schöfer selbst gab mit dieser Werkstatt einen Werkkreis-Band heraus: Die Kinder des roten Großvaters erzählen. In diesem Kampf gibt es parallel zur politischen Entwicklung auch in den privaten Beziehungen Niederlagen.
Der dritte Band, Sonnenflucht (2005), erschien erstmals 1986 unter dem Titel Tod in Athen. Er ist den Reaktionen auf die Niederlagen in der zweiten Hälfte der siebziger Jahre gewidmet. Im dritten Band wird es für die Protagonisten, an sich psychisch stabile Charaktere, eng. Bliss flieht nach der Trennung von seiner Frau Lena auf eine griechische Insel. Anklam reist ihm nach, um ihn zurückzuholen. Als sie in Athen ankommen, ist dort gerade eine junge Kommunistin ermordet worden, und Bliss beginnt eine Recherche. Doch die Depression holt ihn schnell wieder ein. Die Beschädigung seines inneren Selbst führt zur Beschädigung des Körpers: Schon eingangs liegt der Held, bewegungsunfähig, mit schweren Verbrennungen im Krankenhaus, mit der Außenwelt nur verbunden durch die Tonbandbriefe der Griechin Katina, der engsten Freundin der ermordeten Sotiria, die Bliss gerade erst kennengelernt hat. Die Verbrennungen hat er sich bei einer Rettungsaktion während eines Waldbrandes zugezogen. Die Tötung von Sotiria Vasilakopoulos am 28. Juli 1980 in Athen ist nach Angaben des Autors historisch, wie viele Geschehnisse in den beiden ersten Bänden. Schöfer öffnet mit seinem dritten Sisyfos-Roman die deutsche Perspektive zur europäischen. Die bewegte Geschichte Griechenlands seit 1945 und die Rolle der Linken tritt ins Blickfeld, vermittelt über die aktuellen Betriebskämpfe der Arbeiterschaft. Der Roman gerät zu einer Hommage an den griechischen Dichter und Kommunisten Jannis Ritsos, dessen Werk Die Nachbarschaften der Welt Schöfer ins Deutsche übersetzt hat. In die Trauerfeier für Sotiria mischt sich die Trauer über die Machtlosigkeit der europäischen Linken. Das Faszinierende an diesem Roman ist die Verschränkung von individueller, privater und politischer Geschichte. Schöfer zeigt das Innenleben seiner Figuren in Handlungen und Alltagsgesprächen ohne weitschweifige Gefühlsausbrüche, aber mit einer Sprachkraft, die sinnliche aktuelle Wahrnehmungen und Reflexionen über die eigene Lebens- und die gesellschaftliche Geschichte mitreißend verdichtet.
Der vierte Teil des Sisyfos-Tetralogie, Winterdämmerung (2008), ein Roman mit 619 Seiten, führt die Figuren durch die 1980er Jahre bis zum Fall der Mauer. Kapitel über die Kämpfe um die Startbahn West des Frankfurter Flughafens 1981, über das Bochumer Konzert der Künstler für den Frieden 1982 und den Kampf um das Krupp-Stahlwerk Rheinhausen 1987 thematisieren historische Ereignisse. Den erfundenen Figuren treten historische wie Robert Jungk und Peter Härtling gegenüber. Einen Höhepunkt bildet das fiktive Gespräch zwischen Bliss und dem Gießener Psychoanalytiker Horst-Eberhard Richter.
Der historische politische Zeitroman Lion Feuchtwangers und Peter Weiss’ Monumentalwerk Die Ästhetik des Widerstands finden, so Rüdiger Scholz und Sabine Kebir, mit Schöfer einen Neuanfang und eine Fortsetzung. Schöfer formulierte in einem Interview den Anspruch, er habe mit den Romanen etwas Analoges zu Weiss’ Ästhetik schaffen wollen. Zugleich durchzieht die Rezeption von Weiss’ Werk in den 1980er Jahren als Leitmotiv den Band Winterdämmerung (Scholz). Die abwägenden Urteile, die Schöfer seinen Figuren in den Mund legt, üben Kritik nicht nur an den Konservativen, sondern auch an linken Sekten, an der RAF und an der DKP. Sein Stil gilt Rezensenten wie David Salomon und Dietmar Dath trotz aller scheinbaren Schmucklosigkeit als eine hohe Kunst des dialogischen Erzählens.

## Rezeption
Die linke Wochenzeitung Jungle World urteilte: „Erasmus Schöfer ist bislang weniger wegen seiner literarischen Leistung bekannt geworden als vielmehr wegen seines politischen Engagements.“ Dietmar Dath stellte Schöfers Sisyfos-Romane auf eine Stufe mit den literarischen Beschreibungen deutscher Gesellschaftsverhältnisse durch Alfred Döblin, Peter Weiss und Ronald M. Schernikau. Frank Benseler, Marianne Walz u. a. gründeten 2011 den Verein „Kinder des Sisyfos e. V. – Freundeskreis Erasmus Schöfer“, der sich zur Aufgabe gemacht hat, Schöfers Hauptwerk bekannter zu machen und zu diskutieren. Im April 2013 fand in der Kölner Zentralbibliothek ein Symposion „Die Kinder des Sisyfos – Schönheit und Gerechtigkeit“ statt. Dort sprachen u. a. David Salomon, Jürgen Link und Werner Jung sowie Schöfer.

## Literarischer Nachlass
Erasmus Schöfers Nachlass befindet sich im Fritz-Hüser-Institut in Dortmund. Der Nachlass wurde von Volker Zaib archivisch erschlossen; das zugehörige Findbuch ist online abrufbar.

## Politisches Engagement
Erasmus Schöfer gehörte 2021 zu den Erstunterzeichnern des „Neuen Krefelder Appells“, den auch u. a. Eugen Drewermann, Anselm Lenz, Michael Ballweg und viele so genannten Querdenker unterzeichneten. Der „Neue Krefelder Appell“ knüpft vom Namen her an der Krefelder Appell von 1980 an, mit dem die westdeutsche Friedensbewegung die Bundesregierung aufforderte, die Zustimmung zur Stationierung neuer atomarer Mittelstreckenraketen in Europa zurückzuziehen. Der „Neue Krefelder Appell“ war vor allem deswegen umstritten, weil darin die Forderungen nach Frieden mit einer Ablehnung der geltenden Corona-Maßnahmen verknüpft wurden.

## Preise
- Gustav-Regler-Preis 2008[3]

## Werke (Auswahl)
Sachbücher und Essays
- Die Sprache Heideggers. Pfullingen 1962.
- mit Paula Keller: Ist die DKP noch zu retten? Gespräche mit kritischen Kommunisten. Hamburg 1989.
- Der gläserne Dichter. Berlin 2010, ISBN 978-3-937717-38-8.

Lyrik
- Erasmus Schöfer. (= Zeitgedichte). Kürbiskern Damnitz-Verlag, München 1982, ISBN 3-88112-139-0 (poesiealbum.info).
- Sisyfos Lust. Lauter ewige Lieben. Weilerswist 2021, ISBN 978-3-947373-65-9.

Hörspiele, Erzählungen, Romane
- Die Wahrheit ist die Veränderung. Berlin 1968.
- Vielleicht bin ich schon morgen eine Leiche. Frankfurt am Main 1970.
- Bittere Pillen. Verfolgung. Die Hütte gehört uns. Fischerhude 1978.
- Die Bürger von Weiler. Frankfurt am Main 1978.
- Erzählungen von Kämpfen, Zärtlichkeit und Hoffnung. Frankfurt am Main 1979.
- Der Sturm. Köln 1981.
- Tod in Athen. Roman. Dortmund 1986.
- Flieg Vogel stirb. Erzählungen, Köln 1987, ISBN 978-3-7609-7010-3.
- Ein Frühling irrer Hoffnung. Roman, Köln 2001, ISBN 3-920862-67-8.
- Zwielicht. Roman. Berlin 2004, ISBN 3-920862-58-9.
- Sonnenflucht. Roman. Köln 2005, ISBN 3-937717-16-1. (Neubearbeitung von Tod in Athen)
- Winterdämmerung. Roman. Berlin 2008, ISBN 978-3-937717-27-2.
- Kalendergeschichten des rheinischen Widerstandsforschers. (mit einem Nachwort von Jörg Sundermeier[19]), Berlin 2016, ISBN 978-3-95732-189-3.

Werkausgaben
- Diesseits von Gut und Böse. Beiträge fürs Feuilleton. Hrsg. und kommentiert von Werner Jung, Karolin Schmitz und Volker Zaib. Klartext, Essen 2011, ISBN 978-3-8375-0384-5.
- Na hörn Sie mal! Sechs ausgewählte Fundstücke. Hrsg. v. Christiane Altenburg. Essen 2012, ISBN 978-3-8375-0523-8.
- Schriftsteller im Kollektiv. Texte und Briefe zum Werkkreis Literatur der Arbeitswelt. Hrsg. von Volker Zaib und Werner Jung. Essen 2014, ISBN 978-3-8375-1131-4.
- Die Kinder des Sisyfos. In 5 Bänden inkl. Begleitband. Dittrich, Weilerswist 2018, ISBN 978-3-947373-23-9. (Der von Schöfer und Jens Jürgen Korff verfasste Begleitband liefert ein erläuterndes Personen- und Sachlexikon zu den Themen und Schauplätzen der vier Romane.)
- Erasmus Schöfer. Ein Lesebuch. Hrsg. von Werner Jung im Auftrag des Freundeskreises Kinder des Sisyfos, Bielefeld 2023, ISBN 978-3-8498-1911-8.

Herausgeberschaft
- mit Karl D. Bredthauer und Heinrich Pachl: Ein Baukran stürzt um. München 1970.
- Der rote Großvater erzählt. Frankfurt am Main 1974
- Die Kinder des roten Großvaters erzählen. Frankfurt am Main 1976
- mit Heinrich Droege und Rudi Kaske: Betriebsräte berichten. Köln u. a. 1977.